# Joelia spina
Joelia spina är en kvalsterart som beskrevs av Kulijev 1979. Joelia spina ingår i släktet Joelia och familjen Oribatellidae. Inga underarter finns listade i Catalogue of Life.